# Inland Empire (film)
Inland Empire är en amerikansk långfilm från 2006, skriven och regisserad av David Lynch. Filmen är hans tionde långfilm och släpptes fem år efter Mulholland Drive. Världspremiären skedde på Venedigs filmfestival den 6 september 2006, med Sverigepremiär den 22 september och USA-premiär 6 december samma år. Filmen tog två och ett halvt år att färdigställa och var helt filmad med digital filmteknik (De flesta scenerna är filmade av David Lynch själv med en handhållen digital videokamera). Som med många av David Lynch filmer är handlingen mycket mystisk och har ett rikt galleri av underliga karaktärer.

## Handling
En amerikansk skådespelerska förbereder sig för sin största roll hittills. Men hennes verklighetsuppfattning blir alltmer förstörd när hon blir kär i sin motskådespelare i nyinspelningen av en polsk film som ansågs vara drabbad av en förbannelse.

## I rollerna
- Laura Dern - Nikki Grace / Susan Blue
- Jeremy Irons - Mr. Kingsley Stewart
- Justin Theroux - Devon Berk / Billy Side
- Krzysztof Majchrzak - Fantomen
- Karolina Gruszka - The Lost Girl
- Grace Zabriskie - Besökare #1
- Bellina Logan - Linda
- Peter J. Lucas - Piotrek Król
- Harry Dean Stanton - Freddie Howard
- Kristen Kerr - Lori
- Jordan Ladd - Terri
- Kat Turner - Dori
- Naomi Watts - Suzie Rabbi
- Laura Harring - Jane Rabbit
- Terryn Westbrook - Chelsi
- Julia Ormond - Doris Side
- Stanislaw Kazimierz Cybulski - Mr. Zydowicz
- Henryka Cybulski - Mrs. Zydowicz
- Scott Coffey - Jack Rabbit
- Mary Steenburgen - Besökare #2
- Michelle Renea - Kari
- Diane Ladd - Marilyn Levens
- Ian Abercrombie - Butlern Henry
- Nastassja Kinski - Damen
- David Lynch - Bucky J